# Restes del mur Universitat Literària
Les Restes del mur Universitat Literària és una obra de Vic (Osona) protegida com a Bé Cultural d'Interès Local.

## Descripció
És un element arqueològic apreciable des de la superfície que actualment forma part de l'edifici i construcció actual o que per ell mateix té una entitat suficient per significar un espai. En tots els casos contribueix a valorar degudament l'edifici o espai on és emplaçat i té un indubtable interès històric i testimonial.